# Christopher Brian Stringer
Pour les articles homonymes, voir Stringer.
Christopher Brian Stringer, dit Chris Stringer, né en 1947, membre de la Royal Society, est un paléoanthropologue britannique.

## Biographie
Né dans une famille ouvrière du quartier de l'East End de Londres, Chris Stringer étudie à l'University College de Londres et passe une thèse en anatomie à l'université de Bristol.
Chris Stringer est aujourd'hui directeur de recherche au musée d'histoire naturelle de Londres.

## Travaux
Chris Stringer est l'un des principaux promoteurs de la théorie de l'Origine africaine de l'homme moderne, qui fait presque consensus aujourd'hui dans la communauté scientifique, à l'exception notable de la Chine où de nombreux chercheurs défendent la théorie opposée de l'Origine multirégionale de l'homme moderne.

## Ouvrages
- Survivants - Pourquoi nous sommes les seuls humains sur terre, Londres, 2012, traduction française 2014 chez Gallimard - NRF Essais
- Homo britannicus, éd. Allen Lane, Londres, 2006
- The Complete World of Human Evolution, avec P. Andrews, éd. Thames & Hudson, Londres, 2005
- Hominin footprints from early Pleistocene deposits at Happisburgh, UK